# Nishikyō

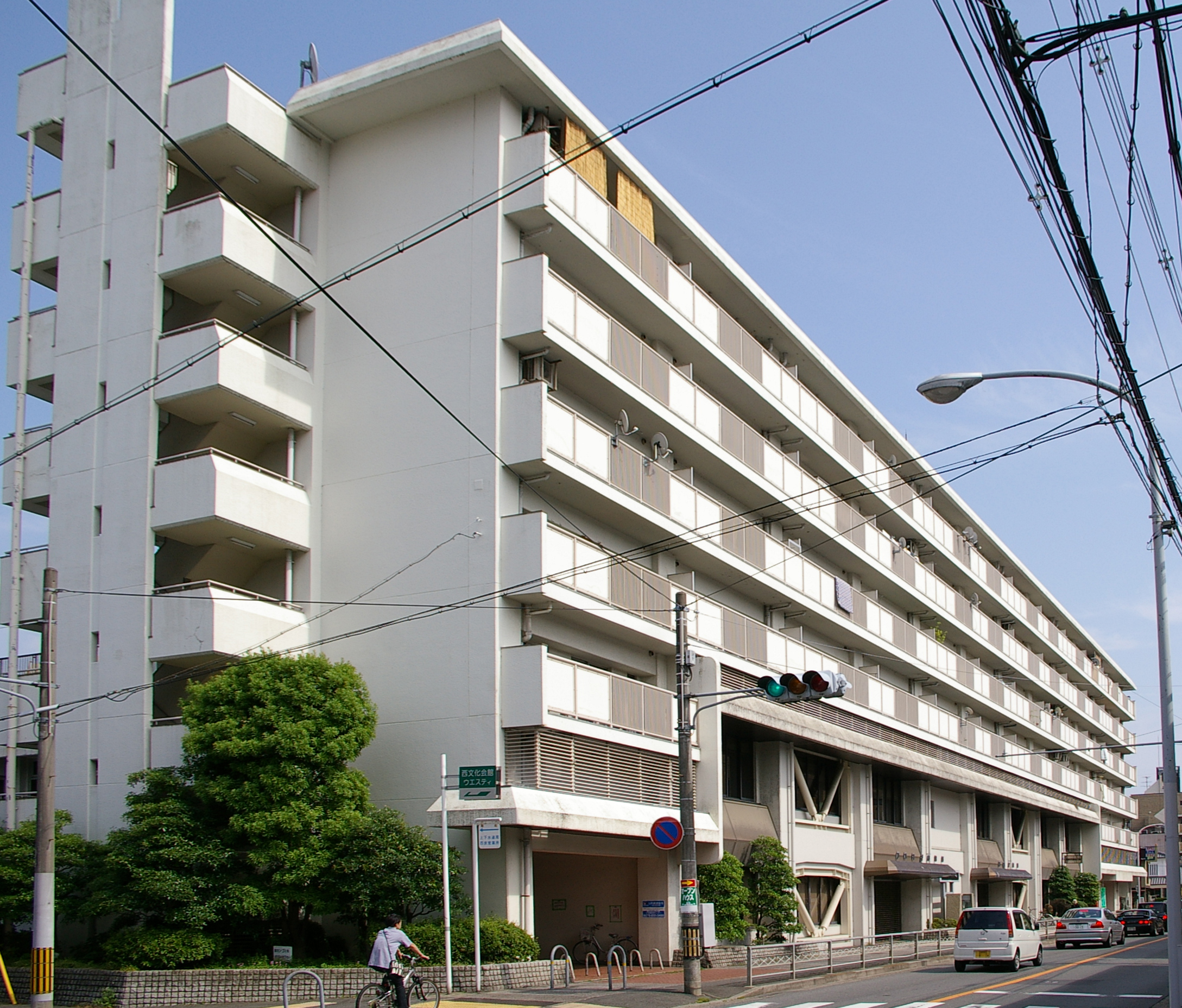
Ajuntament de districte

Nishikyō (西京区, Nishikyō-ku) és un dels 11 districtes urbans de la ciutat de Kyoto, capital de la prefectura homònima, a la regió de Kansai, Japó. Es tracta del districte més occidental de Kyoto ja que com el seu nombre diu, està a l'"oest de la capital" (Nishi-kyō). És, principalment, un lloc residencial de la ciutat. Al districte es troba la vila imperial de Katsura, lloc d'esplai de la família imperial.

## Geografia
El districte urbà de Nishikyō es troba localitzat a la part més occidental de la ciutat de Kyoto. Pel districte flueix el riu Katsura, el qual dona nom a un barri del districte. El territori del districte limita amb els de Mukō i Nagaokakyō al sud; amb Takatsuki i Shimamoto (tots dos a la prefectura d'Osaka) a l'oest, amb Kameoka al nord; i amb Ukyō i Minami a l'est.

### Barris
Els barris del districte són els següents:
- Arashiyama (嵐山)
- Ushigase (牛ケ瀬)
- Ōe (大枝)
- Ōharano (大原野)
- Katagihara (樫原)
- Katsura (桂)
- Katsura-Kamino (桂上野)
- Kami-Katsura (上桂)
- Kawashima (川島)
- Kyōto Daigaku-Katsura (京都大学桂)
- Goryō (御陵)
- Shimotsubayashi (下津林)
- Tokudaiji-Shimizu-chō (徳大寺清水町)
- Matsuo (松尾)
- Matsumuro (松室)
- Yamada (山田)

## Història
Des de temps antics fins a la restauració Meiji, el territori on ara es troba el districte de Nishikyō ha format part de l'antiga província de Yamashiro. Amb les reformes administratives empreses pel govern Meiji, l'1 d'abril de 1889 es creen oficialment els pobles de Katsura, Kawaoka i Matsuo al ja desaparegut districte de Kadono i els pobles d'Ōe i Ōharano del districte d'Otokuni.
L'1 d'abril de 1931, la ciutat de Kyoto absorbeix els pobles de Katsura, Kawaoka i Matsuo integrant-los en el districte urbà d'Ukyō. Més tard, l'1 de desembre de 1950 faria el mateix amb el poble d'Ōe i l'1 de novembre de 1959 amb Ōharano. Finalment, tots aquests pobles absorbits entre els anys 1931 i 1959 assolirien l'autonomia quan l'1 d'octubre de 1976 es creà el districte de Nishikyō escindit del d'Ukyō.

## Demografia
| 1920    | 1930    | 1940    | 1950    | 1960 | 1970   | 1980    |
| ------- | ------- | ------- | ------- | ---- | ------ | ------- |
| n/a     | n/a     | n/a     | n/a     | n/a  | 71.947 | 109.325 |
| 1990    | 2000    | 2010    | 2020    | 2030 | 2040   | 2050    |
| 142.677 | 155.928 | 152.974 | 147.373 | -    | -      | -       |

## Transport

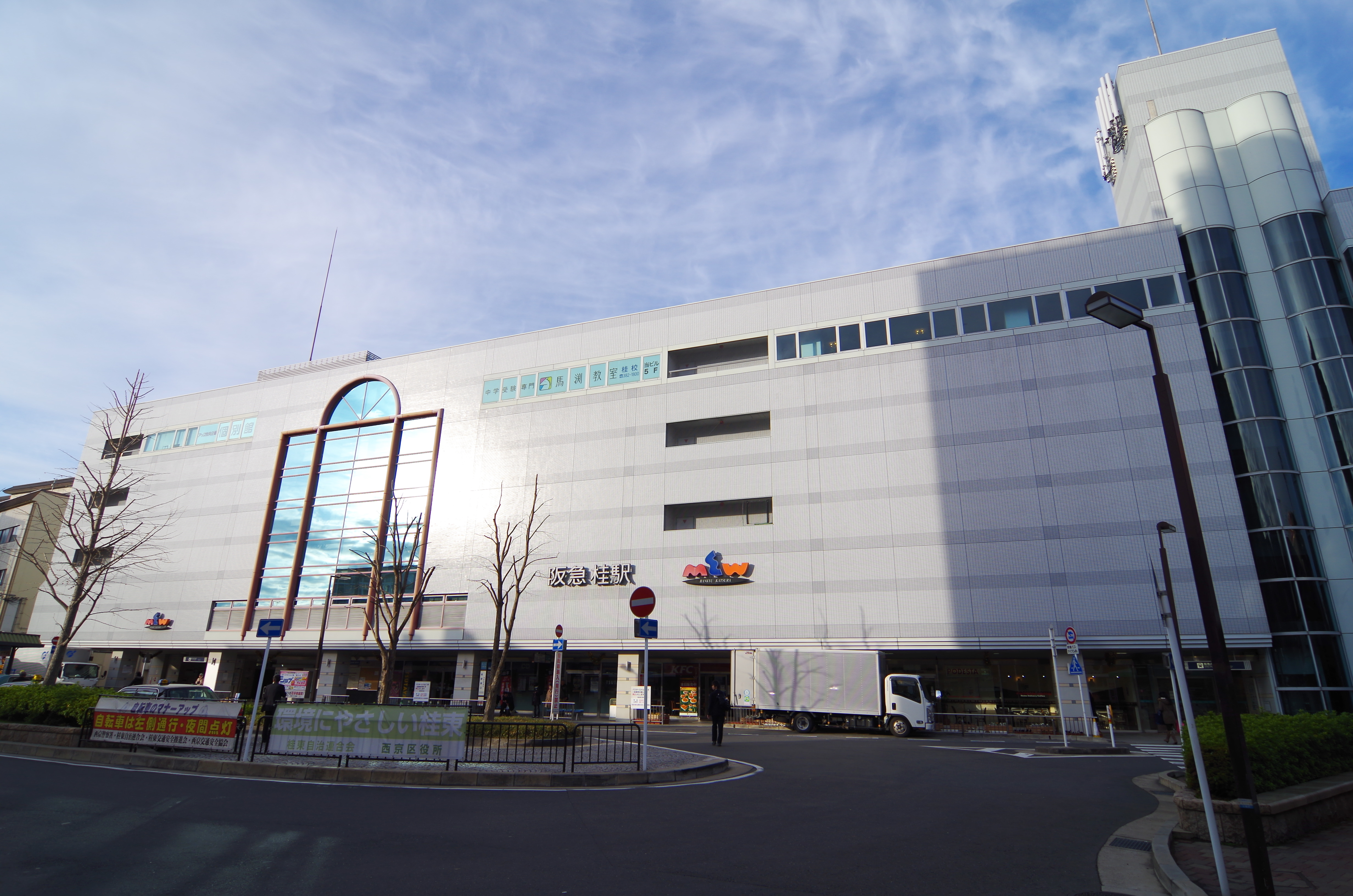
Estació de Katsura

### Ferrocarril
- Ferrocarril Elèctric Exprés d'Osaka (Hankyū)
  - Rakusaiguchi - Katsura - Kami-Katsura - Matsuo-taisha - Arashiyama
- Ferrocarril Turístic de Sagano
  - Torokko Hozukyō

### Carretera
- Nacional 9 - Nacional 478